# حافة الهادي (لعبة)
حافة الهادي (بالانجليزية: Pacific Rim) هي لعبة فيديو قتالية، تم اصدارها في عام 2013، وتم تطويرها بواسطة شركة يوكز لـ إكس بوكس 360 عبر إكس بوكس لايف آركيد وبلاي ستيشن 3 عبر بلاي ستيشن نيتورك استنادًا إلى فيلم حافة الهادي. تم حذفها من كلا المتجرين الرقميين في عام 2016.

## حافة الهادي: للهواتف الجوالة
تم إصدار نسخة للهواتف الجوالة عام 2013 وتم تطويرها بواسطة شركة رليانس كيمز وبيهيفيور إنتراكتيف لمنصات الهواتف الذكية (آي أو إس وأندرويد). تم إنشاء اللعبة قبل إطلاق الفيلم وعملت الشركة بشكل مكثف مع المخرج جييرمو ديل تورو في تصميم اللعبة واختبارها.